# Leo Fender
Clarence Leonidas Fender (ur. 10 sierpnia 1909 w Anaheim, zm. 21 marca 1991 w Fullerton) – amerykański wynalazca, założyciel przedsiębiorstwa Fender (Fender Electric Instrument Manufacturing Company), Music Man i G&L Musical Instruments. W 1992 został wprowadzony do Rock and Roll Hall of Fame. Największy projektant, konstruktor i producent gitar i basów elektrycznych, które dzisiaj mają status kultowych tout court.

## Życiorys
W 1948 zaprojektował model Fender Broadcaster, którą przemianowano później na Telecastera. Była to pierwsza, powszechnie dostępna gitara elektryczna z litym korpusem, posiadająca dwa przetworniki, trójpozycyjny przełącznik przetworników oraz potencjometry głośności i tonu. Dzięki tej gitarze, produkowanej w niemal niezmienionej formie po dziś dzień, przedsiębiorstwo Fender zyskało światową sławę. Również w 1951 Fender wprowadził na rynek elektryczną gitarę basową Precision Bass, a w 1956 gitarę elektryczną Stratocaster.